# Hipólito Vera y Talonia
Fortino Hipólito Vera y Talonia, conosciuto come Hipólito Vera y Talonia (Santiago Tequixquiac, 12 agosto 1834 – Cuernavaca, 22 settembre 1898), è stato un vescovo cattolico, scrittore e storico messicano, promotore del culto della Vergine di Guadalupe.

## Biografia
Hipólito Vera y Talonia nacque nel Barrio del Refugio del paese di Santiago Tequixquiac il 12 agosto 1834, fu un prelato messicano dell'attuale Basilica di Guadalupe. Sacerdote dal dicembre del 1857, fu vicario foraneo di Amecameca nel 1871, fondò il seminario ad Amecameca, stabilì la tipografia della scuola cattolica ed eresse un osservatorio meteorologico. Nel 1890 ottenne una prebenda della Collegiata di Guadalupe.
Il 3 luglio 1894 fu eletto primo vescovo di Cuernavaca e fu consacrato vescovo il 29 luglio successivo.
Già vescovo di Cuernavaca fu anche scrittore e storiografo, nei suoi scritti fece una raccolta di apparizioni della Vergine del Tepeyac intitolata Tesoro Guadalupano.
Morì il 23 settembre 1898 nella città di Cuernavaca, i suoi resti furono traslati 27 anni dopo e riposano nel muro frontale dell'altare maggiore della parrocchia di Santiago a Tequixquiac.

## Genealogia episcopale
La genealogia episcopale è:
- Cardinale Scipione Rebiba
- Cardinale Giulio Antonio Santori
- Cardinale Girolamo Bernerio, O.P.
- Arcivescovo Galeazzo Sanvitale
- Cardinale Ludovico Ludovisi
- Cardinale Luigi Caetani
- Cardinale Ulderico Carpegna
- Cardinale Paluzzo Paluzzi Altieri degli Albertoni
- Papa Benedetto XIII
- Papa Benedetto XIV
- Papa Clemente XIII
- Cardinale Marcantonio Colonna
- Cardinale Giacinto Sigismondo Gerdil, B.
- Cardinale Giulio Maria della Somaglia
- Cardinale Carlo Odescalchi, S.I.
- Vescovo Joaquín Fernández de Madrid y Canal
- Arcivescovo Clemente de Jesús Munguía y Núñez
- Arcivescovo Pelagio Antonio de Labastida y Dávalos
- Arcivescovo Eulogio Gregorio Clemente Gillow y Zavalza
- Vescovo Fortino Hipólito Vera y Talonia

## Opere
- Apuntamientos históricos de los concilios mexicanos
- Biografía del Ilmo Señor Alcaldo
- Historia del primer concilio de Antequera